# 東伏見宮依仁親王
東伏見宮依仁親王（ひがしふしみのみや よりひとしんのう、庆应3年旧暦9月19日（1867年10月16日） - 1922年（大正11年）6月27日），日本的皇族、海軍軍人。
伏見宮邦家親王的王子。官位至元帥海軍大将・大勲位・功三級。親王妃是岩仓具定公爵的長女周子（かねこ）。

## 生平
初名定麿王。留学英国後，1885年（明治18年）12月，成为小松宮彰仁親王的養子，1886年（明治19年）5月親王宣下，以明治天皇猶子被赐名为依仁。
1887年（明治20年）法国布列斯特海军学院留学，1890年（明治23年）被授予海軍少尉。此後历任横須賀鎮守府司令長官、第二艦隊司令長官。
1903年（明治36年），小松宮彰仁親王去世，依仁親王由于和彰仁亲王生前关系很坏，不想继承小松宮，因此改用彰仁親王早年的宮號新设立東伏見宮。他曾参加英国乔治五世的加冕礼，东乡平八郎、乃木希典作为随从人员参加。历任大日本水産会总裁、日法协会名誉总裁等。1918年（大正7年）7月，晋升为海軍大将。1922年（大正11年），56歲去世。追赠大勲位菊花章頸飾和元帥称号。由于无后，東伏見宮被废除。

### 年表
| 慶應3年（1867年）9月19日   | 誕生                                                     |
| 明治2年（1869年）          | 山階宮晃親王養子                                         |
| 1877年（明治10年）3月1日   | 海軍兵学校入校                                           |
| 1884年（明治17年）4月27日  | 英国留学                                                 |
| 1885年（明治18年）12月2日  | 小松宮彰仁親王養子                                       |
| 1886年（明治19年）5月1日   | 親王宣下・明治天皇猶子・改名依仁                         |
| 1887年（明治20年）7月      | 法国布列斯特海军学院入校                                 |
| 1889年（明治22年）7月15日  | 授大勲位菊花大綬章                                       |
| 1890年（明治23年）2月      | 貴族院議員（皇族議員）                                   |
| 1890年（明治23年）7月26日  | 布列斯特海军学院毕业                                     |
| 1890年（明治23年）8月14日  | 任海軍少尉，留学法国                                     |
| 1891年（明治24年）10月7日  | 受命回国                                                 |
| 1892年（明治25年）3月27日  | 高千穗号分隊士                                           |
| 1892年（明治25年）9月28日  | 浪速号分隊士                                             |
| 1893年（明治26年）6月22日  | 派遣欧美                                                 |
| 1894年（明治27年）8月3日   | 受命回国                                                 |
| 1894年（明治27年）10月5日  | 浪速号分隊長心得                                         |
| 1894年（明治27年）12月9日  | 任海軍大尉・浪速号分隊長                                 |
| 1895年（明治28年）7月29日  | 横須賀水雷隊敷設部分隊長                                 |
| 1895年（明治28年）11月27日 | 千代田号分隊長                                           |
| 1897年（明治30年）4月30日  | 軍令部諜報課員                                           |
| 1898年（明治31年）2月10日  | 与岩倉周子成婚                                           |
| 1898年（明治31年）4月19日  | 松島号分隊長                                             |
| 1898年（明治31年）9月1日   | 高砂号分隊長                                             |
| 1899年（明治32年）9月29日  | 任海軍少佐・八島号分隊長                                 |
| 1901年（明治34年）1月22日  | 吾妻号分隊長                                             |
| 1901年（明治34年）12月12日 | 扶桑号副長                                               |
| 1902年（明治35年）5月23日  | 海軍大學校臨時講習員                                     |
| 1903年（明治36年）1月31日  | 東伏見宮創設                                             |
| 1903年（明治36年）9月26日  | 任海軍中佐・海軍大學校選科学生                           |
| 1903年（明治36年）12月18日 | 千歳号副舰長                                             |
| 1905年（明治38年）1月12日  | 任海軍大佐・千代田号艦長                                 |
| 1905年（明治38年）12月20日 | 高千穂号艦長                                             |
| 1906年（明治39年）4月1日   | 功三級金鵄勲章受章                                       |
| 1906年（明治39年）4月7日   | 春日号艦長                                               |
| 1906年（明治39年）12月24日 | 軍令部出仕                                               |
| 1909年（明治42年）12月1日  | 任海軍少将                                               |
| 1911年（明治44年）12月1日  | 横須賀予備艦隊司令官                                     |
| 1913年（大正2年）4月1日    | 横須賀鎮守府艦隊司令官                                   |
| 1913年（大正2年）6月23日   | 議定官                                                   |
| 1913年（大正2年）8月       | 帝国水難救济会总裁社团法人（後为日本水难救济会社团法人） |
| 1913年（大正2年）8月31日   | 任海軍中将・将官会議議員・軍令部出仕                     |
| 1916年（大正5年）12月1日   | 横須賀鎮守府司令長官・将官会議議員                       |
| 1917年（大正6年）12月1日   | 第二艦隊司令長官                                         |
| 1918年（大正7年）6月13日   | 将官会議議員                                             |
| 1918年（大正7年）7月2日    | 任海軍大将・軍事参議官                                   |
| 1918年（大正7年）9月26日   | 差遣英国                                                 |
| 1919年（大正8年）1月7日    | 回国                                                     |
| 1919年（大正8年）10月26日  | 在东伏见宮邸迎接邦英王。                                 |
| 1922年（大正11年）6月27日  | 去世・元帥大勲位菊花章頚飾                               |

## 与夏威夷王国的公主亲事
1881年（明治14年），夏威夷王国的国王卡拉卡瓦在環遊世界的旅途中访问日本，这是首次有外国元首访日。明治天皇在赤坂離宮與卡拉卡瓦會面。由於美國當時相當可能併吞夏威夷，國王與天皇密谈时提议联姻，即時年13歲的依仁親王（当时被称为山阶宮定麿王）与国王時年5歲的外甥女、王位繼承人維多利亞·卡奧拉尼聯姻。根據雷夫·庫金德爾的記載，不僅日本政府反對，依仁親王在養父的建議下也拒絕了這門婚事。卡拉卡瓦還建議天皇成立一個「亞洲君主的聯盟」，明治天皇在幾天後婉拒了。

## 血缘
- 父母：伏見宮邦家親王 - 妃鷹司景子 - （生母）女房伊丹吉子

- 兄弟：晃親王 - 嘉言親王 - 譲仁親王 - 朝彦親王 - 微妙院 - 貞教親王 - 喜久宮 - 彰仁親王 - 能久親王 - 誠宮 - 愛宮 - 博經親王 - 智成親王 - 貞愛親王 - 清棲家教 - 載仁親王 - 依仁親王（女子省略）

- 妻：山内八重子（侯爵山内豊信的三女。后離婚，嫁给秋元興朝为継室）
- 後妻：岩倉周子（公爵岩倉具定的長女）

久邇宮邦彦王第三子邦英王，1919年（大正8年）養育在東伏見宮邸，親王去世时，担任喪主主持葬礼。不過邦英王無法以養子身分繼承東伏見宮，因此最後在1931年邦英王臣籍降下成為伯爵，並以「東伏見邦英」作為姓名。

## 脚注
1. ↑  松岡正剛. . 松岡正剛の千夜一夜・遊蕩篇.   [2012-04-07]. （原始内容存档于2016-04-23）.
2. ↑  Armstrong 1904，第62–63頁; Kuykendall 1967，第230頁
3. ↑  Kuykendall 1967，第229頁